# Quergurtsorter

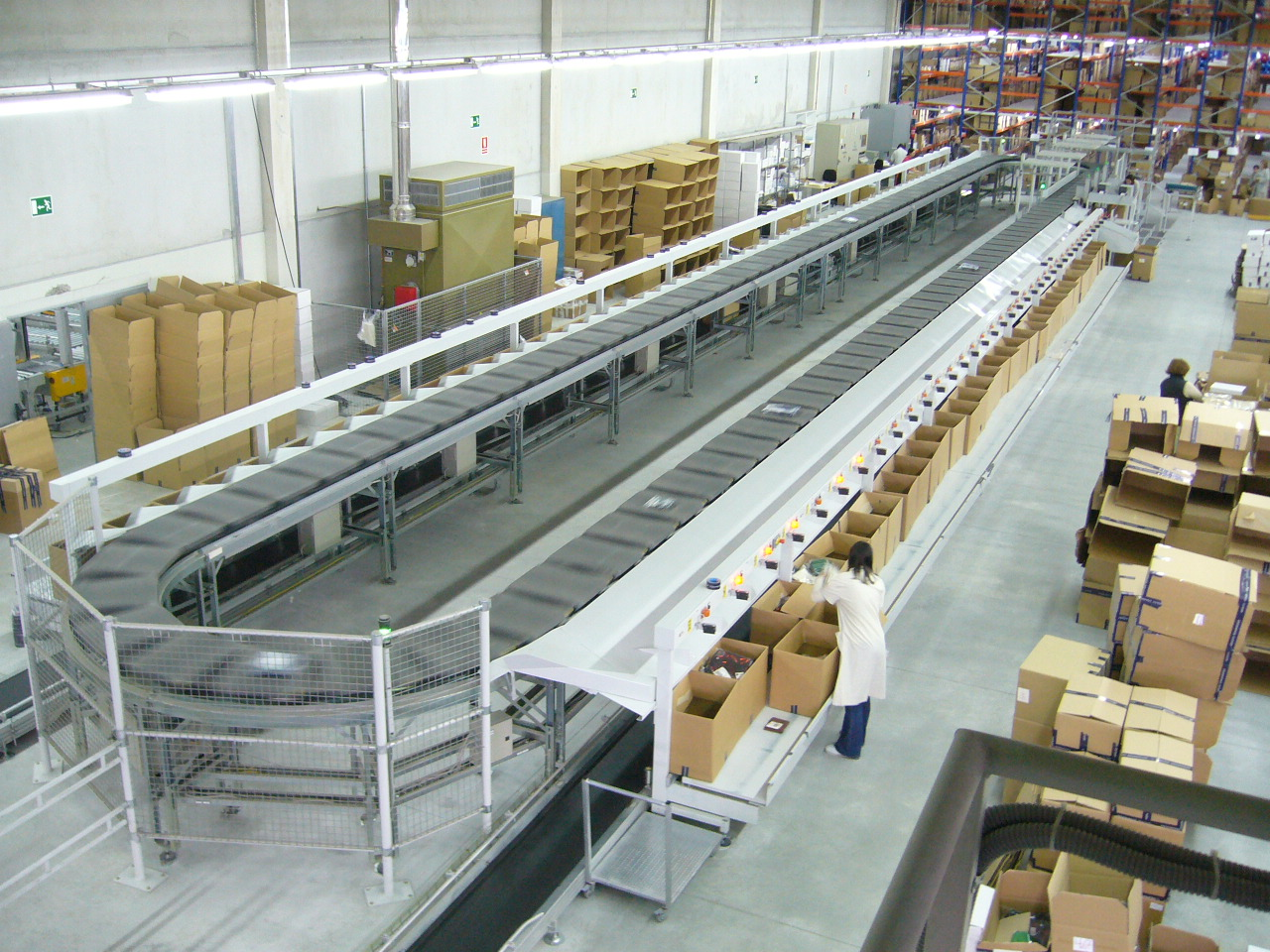
Quergurtsorter in Betrieb

Der Quergurtsorter ist ein Sortier- und Fördersystem für Waren, das aus mehreren rechtwinklig zur Förderrichtung angebrachten kurzen Gurtförderern (Förderband) besteht. 
Diese können einzeln oder zu mehreren auf oder unter dem Fahrwagen montiert sein und werden zusammen zu einer umlaufenden Kette verbunden. Die Ware wird beim Ein- und Ausschleusen durch Bewegung des Quergurtes aufgenommen bzw. ausgegeben. Die Quergurte sorgen somit für die Aufnahme der Ware und den Ausschleusmechanismus.

## Betrieb und Mechanismus
Quergurtsorter können sich bezüglich ihrer Kettenführung unterscheiden. Sie können je nach System mit horizontal und vertikal umlaufenden Ketten ausgestattet sein.
Horizontal geführte Kettenzüge werden meistens raumgängig genutzt, so dass das System den räumlichen Gegebenheiten angepasst werden kann und auch komplexe Linienführungen zum Transport der Ware möglich sind. 
Vertikal geführte Systeme sind als kompakter anzusehen und sind leichter modularisierbar, so dass sie besonders geeignet sind für Einsatzgebiete mit kleineren Endstellenzahlen und Sortierleistungen. 
Quergurtförderer sind im Normalfall oberhalb der Fahrwagen (taktweise sich fortbewegenden Vorrichtungen) angebracht, da oben liegende Fahrschienen mehr Optionen bieten, den darunter entstehenden Raum anderweitig zu nutzen (eine Nutzung unterhalb der Fahrwagen ist aber bei einigen Bauformen dieses Systems auch verbreitet).